# 宇摩民主商工会
宇摩民主商工会（うまみんしゅしょうこうかい）は、愛媛県四国中央市（旧・宇摩郡域）を一円とする「民主商工会（民商）」である。
全国商工団体連合会の地方組織である「愛媛県商工団体連合会」に加盟している。

## 概要
会員数は430名。
当該地域の建設、飲食、小売、サービス業などの中小業者（法人・個人）が加盟している。
申告・記帳学習会、持続化給付金相談、無料法律相談の実施、消費税の増税反対などを求める運動を行う。
愛媛労働局長認可の労働保険事務組合でもある。

## 沿革
- 1972年2月 - 創立（旧・伊予三島市）
- 1979年 - 婦人部結成
- 1980年 - 無料法律相談開始
- 1982年 - 創立10周年
- 1985年 - 税金大講演会開催（講師・香川公一）
- 1986年 - 共済会発足（会員数が500名となる）
- 1992年 - 創立20周年
- 1999年 - 第1回民商まつり開催
- 2002年 - 創立30周年（記念誌発刊）
- 2012年 - 創立40周年
- 2019年2月 - 消費税大講演会開催（講師・湖東京至）[5]
- 2020年5月 - 新型コロナ対策相談室開設[6]
- 2021年4月 ‐ SNS広報戦略チーム発足

## 機関・役員
総会
最高議決機関。年に1回開会。
理事会
会長・副会長・会計・事務局長・理事で構成。具体的事項を審議決定。
三役会　
会長・副会長・会計・事務局長で構成。理事会閉会中の会務を行う。

### 婦人部
- 女性経営者・起業を支援している。
- 民商会員の女性事業主と、会員の女性家族従業者が入部出来る。
- 民商婦人部（全婦協）では、「所得税法第56条の廃止を求める運動」[7]をすすめている。[8]

### 青年部
- 若手経営者と会員の家族従業者（業者二世）が入部出来る。

役員（第50回総会）
- 会長：合田政直（県連 会長）
- 副会長：石村清（県連 理事）
- 副会長：石川好晴（県連 理事）
- 会計：藤井達矢（県連 常任理事）
- 事務局長：矢野弓仁（県連 常任理事）
- 事務局次長：和田亜由美

### 事務局
- 〒799-0431 愛媛県四国中央市寒川町284番地 宇摩民主商工会館 1階

### 会報紙「うま民商だより」
- 毎週、全国商工新聞に添付し会員に配布している。活動報告・行事案内・計算会カレンダー等。[9]

### ゆるキャラ
- うまみん - 宇摩民主商工会公式（2D）ゆるキャラ[10]。